# Морроу, Грэй
Дуа́йт Гре́йдон «Грей» Мо́рроу (англ. Dwight Graydon «Gray» Morrow) (7 марта 1934 — 6 ноября 2001) — американский художник, иллюстратор комиксов и книг. Является одним из создателей персонажа «Леший» компании Marvel Comics и супергероя с дикого запада «Эль Диабло» компании DC Comics.

## Биография

### Ранние годы и начало карьеры
Морроу родился в Форт-Уэйне, штат Индиана, где он посещал среднюю школу Норт-Сайд. В 1973 году он вспоминал: «Комиксы были, безусловно, первым видом искусства, который произвел на меня впечатление... Эти великолепные кровавые развороты в газетном киоске...». После работы в качестве редактора школьного ежегодника, для которого он делал карикатуры и иллюстрации, и различных подработок, включая «продавца газировки, уличного ремонтника, дизайнера галстуков, инструктора на гоночном треке и т.д.», в конце лета 1954 года он поступил в Школe Чикагского института искусств в Чикаго, штат Иллинойс, где занимался два вечера в неделю в течение трёх месяцев под руководством Джерри Уоршоу, что по словам Морроу составило всю его «формальную художественную подготовку». Его первым официальным заказом «было что-то вроде рекламы банка или дизайна галстука, тогда я был ещё подростком». Он поступил на работу в городскую художественную студию Feldkamp-Malloy, но позже был уволен. Почувствовав вдохновение после встречи с художником комиксов Алленом Саундерсом, Морроу безрезультатно отправил примеры своих работ в различные издательства.